# ASB Classic 2017
ASB Classic 2017 byl, od roku 1981 podruhé společně hraný, tenisový turnaj, pořádaný jako součást mužského okruhu ATP World Tour a ženského okruhu WTA Tour. Konal se na dvorcích s tvrdým povrchem Plexicushion v areálu ASB Tennis Centre. Probíhal mezi 2. až 14. lednem 2017 v největším novozélandském městě Aucklandu jako čtyřicátý první ročník mužské části turnaje a třicátý druhý ročník ženské poloviny.
Mužská polovina se řadila do kategorie ATP World Tour 250 a její dotace činí 508 360 amerických dolarů. Ženská část s rozpočtem 250 000 dolarů byla součástí kategorie WTA International Tournaments. Nejvýše nasazeným tenistou ve dvouhře se stal devatenáctý hráč světa John Isner ze Spojených států poté, co se obhájce trofeje Roberto Bautista Agut odhlásil pro gastroenteritidu. Mezi ženami v roli jedničky hrála druhá žena žebříčku Serena Williamsová ze Spojených států a dvojkou se stala její sestra Venus Williamsová. Jako poslední přímá účastnice do dvouhry nastoupila 90. česká hráčka žebříčku Denisa Alertová a mezi muži tuto roli plnil 71. argentinský tenista klasifikace Horacio Zeballos, kterého na úvod vyřadil Jiří Veselý.
Druhý titul z dvouhry ATP Tour vybojoval Američan  Jack Sock. Premiérovou trofej na okruhu WTA Tour si připsala americká tenistka Lauren Davisová. První společné vítězství v mužském deblu zaznamenal polsko-pákistánský pár Marcin Matkowski a Ajsám Kúreší. V ženské čtyřhře si pátý společní triumf připsala nizozemsko-švédská dvojice Kiki Bertensová a Johanna Larssonová.

## Rozdělení bodů a finančních odměn

### Rozdělení bodů
| Soutěž       | vítězové | finalisté | semifinalisté | čtvrtfinalisté | 16 v kole | 32 v kole | Q  | Q3 | Q2 | Q1 |
| ------------ | -------- | --------- | ------------- | -------------- | --------- | --------- | -- | -- | -- | -- |
| dvouhra mužů | 250      | 150       | 90            | 45             | 20        | 0         | 12 | 6  | 0  | 0  |
| čtyřhra mužů | 250      | 150       | 90            | 45             | 0         | —         | —  | —  | —  | —  |
| dvouhra žen  | 280      | 180       | 110           | 60             | 30        | 1         | 18 | 14 | 10 | 1  |
| čtyřhra žen  | 280      | 180       | 110           | 60             | 1         | —         | —  | —  | —  | —  |

### Finanční odměny
| Soutěž                              | vítězové | finalisté | semifinalisté | čtvrtfinalisté | 16 v kole | 32 v kole | Q3     | Q2     | Q1     |
| ----------------------------------- | -------- | --------- | ------------- | -------------- | --------- | --------- | ------ | ------ | ------ |
| dvouhra mužů                        | $80 250  | $42 265   | $22 895       | $13 040        | $7 685    | $4 555    | —      | $2 050 | $1 025 |
| čtyřhra mužů                        | $24 380  | $12 820   | $6 940        | $3 970         | $2 330    | —         | —      | —      | —      |
| dvouhra žen                         | $43 000  | $21 400   | $11 300       | $5 900         | $3 310    | $1 925    | $1 005 | $730   | $530   |
| čtyřhra žen                         | $12 300  | $6 400    | $3 435        | $1820          | $960      | —         | —      | —      | —      |
| ve čtyřhře je uvedena částka na pár |          |           |               |                |           |           |        |        |        |

## Dvouhra mužů

### Nasazení
| Stát                         | Hráč                  | ATP | Nasazení |
| ---------------------------- | --------------------- | --- | -------- |
| Španělsko                    | Roberto Bautista Agut | 14. | 1.       |
| USA                          | John Isner            | 19. | 2.       |
| Španělsko                    | David Ferrer          | 21. | 3.       |
| USA                          | Jack Sock             | 23. | 4.       |
| Španělsko                    | Albert Ramos-Viñolas  | 27. | 5.       |
| Španělsko                    | Feliciano López       | 28. | 6.       |
| USA                          | Steve Johnson         | 33. | 7.       |
| Kypr                         | Marcos Baghdatis      | 36. | 8.       |
| Žebříček ATP k 2. lednu 2017 |                       |     |          |

### Jiné formy účasti
Následující hráči obdrželi divokou kartu do hlavní soutěže:
- Dustin Brown
- Artem Sitak
- Michael Venus

Následující hráči postoupili z kvalifikace:
- Ryan Harrison
- Brydan Klein
- Michael Mmoh
- Finn Tearney

### Odhlášení
před zahájením turnaje
- Roberto Bautista Agut → nahradil jej  Jose Statham
- Tommy Robredo → nahradil jej  Jérémy Chardy
- Juan Martín del Potro → nahradil jej   Lu Jan-sun

## Mužská čtyřhra

### Nasazení
| Stát                                                                                  | Hráč              | Stát        | Hráč          | WTA | Nasazení |
| ------------------------------------------------------------------------------------- | ----------------- | ----------- | ------------- | --- | -------- |
| Filipíny                                                                              | Treat Conrad Huey | Bělorusko   | Max Mirnyj    | 43. | 1.       |
| Spojené království                                                                    | Dominic Inglot    | Rumunsko    | Florin Mergea | 69. | 2.       |
| Švédsko                                                                               | Robert Lindstedt  | Nový Zéland | Michael Venus | 71. | 3.       |
| Polsko                                                                                | Marcin Matkowski  | Pákistán    | Ajsám Kúreší  | 76. | 4.       |
| Žebříček ATP k 2. lednu 2017; číslo je součtem žebříčkového postavení obou členů páru |                   |             |               |     |          |

### Jiné formy účasti
Následující páry obdržely divokou kartu do hlavní soutěže:
- Marcus Daniell /  Marcelo Demoliner
- Jose Statham /  Finn Tearney

## Ženská dvouhra

### Nasazení
| Stát                             | Hráčka                     | WTA | Nasazení |
| -------------------------------- | -------------------------- | --- | -------- |
| USA                              | Serena Williamsová         | 2.  | 1.       |
| USA                              | Venus Williamsová          | 17. | 2.       |
| Dánsko                           | Caroline Wozniacká         | 19. | 3.       |
| Česko                            | Barbora Strýcová           | 20. | 4.       |
| Nizozemsko                       | Kiki Bertensová            | 22. | 5.       |
| Rusko                            | Anastasija Pavljučenkovová | 27. | 6.       |
| Lotyšsko                         | Jeļena Ostapenková         | 44. | 7.       |
| Chorvatsko                       | Ana Konjuhová              | 47. | 8.       |
| Žebříček WTA k 26. prosinci 2016 |                            |     |          |

### Jiné formy účasti
Následující hráčky obdržely divokou kartu do hlavní soutěže:
- Marina Erakovicová
- Jade Lewisová
- Antonia Lottnerová

Následující hráčky si zajistily postup do hlavní soutěže v kvalifikaci:
- Mona Barthelová
- Jamie Loebová
- Arina Rodionovová
- Barbora Štefková

### Odhlášení
před zahájením turnaje
- Ana Ivanovićová (ukončení kariéry) → nahradila ji  Varvara Lepčenková
- Sloane Stephensová → nahradila ji  Naomi Broadyová

## Ženská čtyřhra

### Nasazení
| Stát                                                                         | Hráčka             | Stát             | Hráčka             | WTA | Nasazení |
| ---------------------------------------------------------------------------- | ------------------ | ---------------- | ------------------ | --- | -------- |
| Česko                                                                        | Lucie Šafářová     | Česko            | Barbora Strýcová   | 24. | 1.       |
| Čínská Tchaj-pej                                                             | Čan Chao-čching    | Čínská Tchaj-pej | Čan Jung-žan       | 24. | 2.       |
| Nizozemsko                                                                   | Kiki Bertensová    | Švédsko          | Johanna Larssonová | 63. | 3.       |
| Kanada                                                                       | Gabriela Dabrowská | Čína             | Jang Čao-süan      | 99. | 4.       |
| Žebříček WTA k 26. prosinci 2016; číslo je součtem umístění obou členek páru |                    |                  |                    |     |          |

### Jiné formy účasti
Následující páry obdržely divokou kartu do hlavní soutěže:
- Marina Erakovicová /  Laura Robsonová
- Jade Lewisová /  Erin Routliffeová

## Přehled finále

### Mužská dvouhra
- Jack Sock vs.  João Sousa, 6–3, 5–7, 6–3

### Ženská dvouhra
- Lauren Davisová vs.  Ana Konjuhová, 6–3, 6–1

### Mužská čtyřhra
- Marcin Matkowski /  Ajsám Kúreší vs.  Jonatan Erlich  /  Scott Lipsky, 1–6, 6–2, [10–3]

### Ženská čtyřhra
- Kiki Bertensová /  Johanna Larssonová vs.  Demi Schuursová /  Renata Voráčová, 6–2, 6–2